# Istmo de Suez

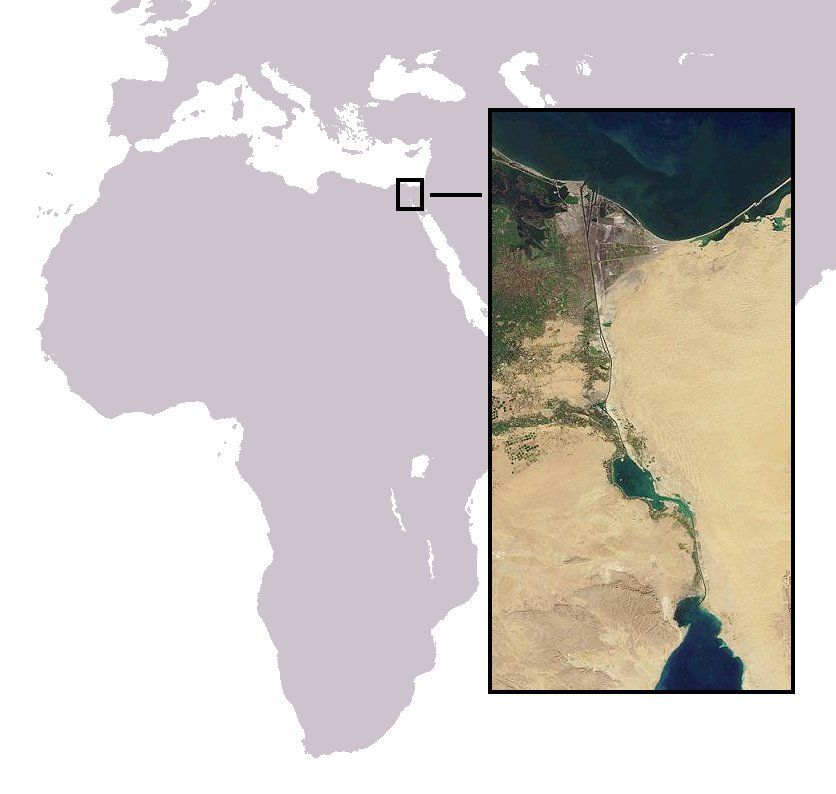
Istmo de Suez.

El istmo de Suez es una estrecha franja de tierra que se encuentra entre el mar Mediterráneo y el mar Rojo, conectando el continente africano y Asia. Se encuentra dentro de Egipto y en él se encuentra ubicado el canal de Suez, que conecta el mar Mediterráneo con el mar Rojo. Tal como sucede con muchos istmos, es un sitio de gran valor estratégico.
Antiguamente ambos continentes formaban parte de una gran masa continental. Durante el Paleógeno y el Neógeno, aproximadamente hace unos 65 a 2,6 millones de años, se desarrollaron los grandes sistemas de estructuras de fallas del mar Rojo y del golfo de Áqaba.